# Susana Sheiman
Susana Sheiman (* 1973 in Madrid) ist eine spanische Jazzmusikerin (Gesang, Komposition).

## Leben und Wirken
Sheiman begann ihre berufliche Laufbahn im Alter von 16 Jahren als Soulsängerin in den Madrider Gruppen F.B.I. und Moby Dick; zwei Jahre später war sie Leiterin der Band Soul Shake. Sie nahm Gesangsunterricht und kam mit dem Jazz in Berührung. Gemeinsam mit José Maria Sepúlveda und José Luis Pérez Toledo gründete sie die Gruppe Susana Sheiman, S.L., mit der sie zehn Jahre lang tätig war. Im gleichen Zeitraum spielte sie den Soundtrack zu Luna ein, einem Kurzfilm von Alejandro Amenábar.
Im Laufe ihrer Karriere hat Sheiman mit Musikern wie Frank Wess, Jesse Davis, Brad Leali, Nicholas Payton, Donald Brown, Juan Carlos Calderón, David Pastor, Toni Solá, Esteve Pi, Alain Guiu, Jean-Pierre Derouard, Santiago de la Muela und Pepe Sánchez zusammengearbeitet. Sie ist auf Jazzfestivals wie San Sebastián, Vitoria und Marciac aufgetreten. Im Lincoln Center in New York präsentierte sie mit dem Barcelona Jazz Orchestra ein Programm mit Werken von Xavier Montsalvage.
Im Jahr 2011 veröffentlichte Sheiman ihr Debütalbum Swing Appeal, auf dem sie von Ignasi Terraza und seinem Trio begleitet wurde. 2015 folgte ihr zweites Album Open Gate (mit Toni Solá, Xavier Algans, Artur Regada und Caspar Saint-Charles). 2016 legte sie mit Duccio Bertini das Bigband-Album A Day in Barcelona vor. Im selben Jahr veröffentlichte sie weiterhin ein Tributalbum an Frank Sinatra mit dem Tarragona Jazz Orquestra.
Außerdem nahm sie 2013 an der spanischen Castingshow La Voz teil, bei der sie das Halbfinale erreichte.